# Hybomitra ampulla
Hybomitra ampulla är en tvåvingeart som beskrevs av Wang och Liu 1990. Hybomitra ampulla ingår i släktet Hybomitra och familjen bromsar.
Artens utbredningsområde är Sichuan (Kina). Inga underarter finns listade i Catalogue of Life.